# えすと
株式会社えすとは、日本のテレビ番組制作会社である。

## 概略
日本テレビ・TBSテレビのプロデューサーやディレクターを中心に1980年4月1日に設立された独立系制作プロダクションである。社名は英語の最上級を作る接尾辞「EST」から「最高の物を創ろう」に由来。
情報番組、バラエティ、ドキュメンタリー、報道・情報系のスペシャル番組など、日本テレビ系の番組を中心に手がけている。徳光和夫を起用した番組が多い。
2015年5月1日、関連会社として株式会社EIGHTが設立された。
制作中のレギュラー番組（2015年9月時点）
- ヒルナンデス!（日本テレビ系列　2011年3月-）
- 世界一受けたい授業（日本テレビ系列　2004年10月-）
- 有吉ゼミ（日本テレビ系列　2013年10月-、1900枠）
- トリックハンター（日本テレビ系列　2015年2月-）
- 笑神様は突然に…（日本テレビ系列　2013年4月-、1900枠）
- シューイチ（日本テレビ系列　2011年4月-）
- 路線バスで寄り道の旅（テレビ朝日系列　2015年4月-）
- ごはんジャパン（テレビ朝日系列　2015年4月-）

制作中のスペシャル番組（2015年9月時点）
- さんま&SMAP!美女と野獣のクリスマススペシャル（日本テレビ系列　1995年-）
- 24時間テレビ 「愛は地球を救う」チャリティーマラソン（（日本テレビ系列　2003年-）
- 芸能人ですよ旅（日本テレビ系列　2014年-）

## 所在地
- 本社：〒145-0067 東京都大田区雪谷大塚町16-2
  - 営業所：〒107-0062 東京都港区南青山5-4-35 青南吉川興産ビル 2階
- 2013年1月21日〜 〒105-0004 東京都港区新橋6-4-9 北海ビル新橋 5階
- 2016年5月23日〜 〒105-0004 東京都港区新橋4-5-1 アーバン新橋ビル 6階

## 加盟団体
（社）全日本テレビ番組製作社連盟

## 所属スタッフ
プロデューサー
- 大野光浩（代表取締役社長）
- 大垣信良（取締役）
- 阿河朋子
- 磯和伸明
- 木村優子
- 朝倉康晴
- 馬杉光
- 日下潤
- 橋村青樹
- 中村紀史
- 大内涼子
- 高橋由佳

演出
- 奥村竜
- 小林淳一
- 曽我翔
- 木村将士
- 齋藤郁恵

ディレクター
- 東海林大介
- 富永恵也
- 嵐修三郎
- 南條友香
- 遠藤隼人
- 武藤和也
- 坂谷侑子
- 平田里菜
- 長沼秀幸
- 桝川雄洋
- 吉田大器
- 逢坂志朗
- 森山悠
- 松本恭誠
- 吉川愛美
- 和田遥香
- 千場備前
- 安蒜和也

アシスタントプロデューサー
- 古川栞
- 中村恭子